# Alte evangelische Kirche Saarbrücken

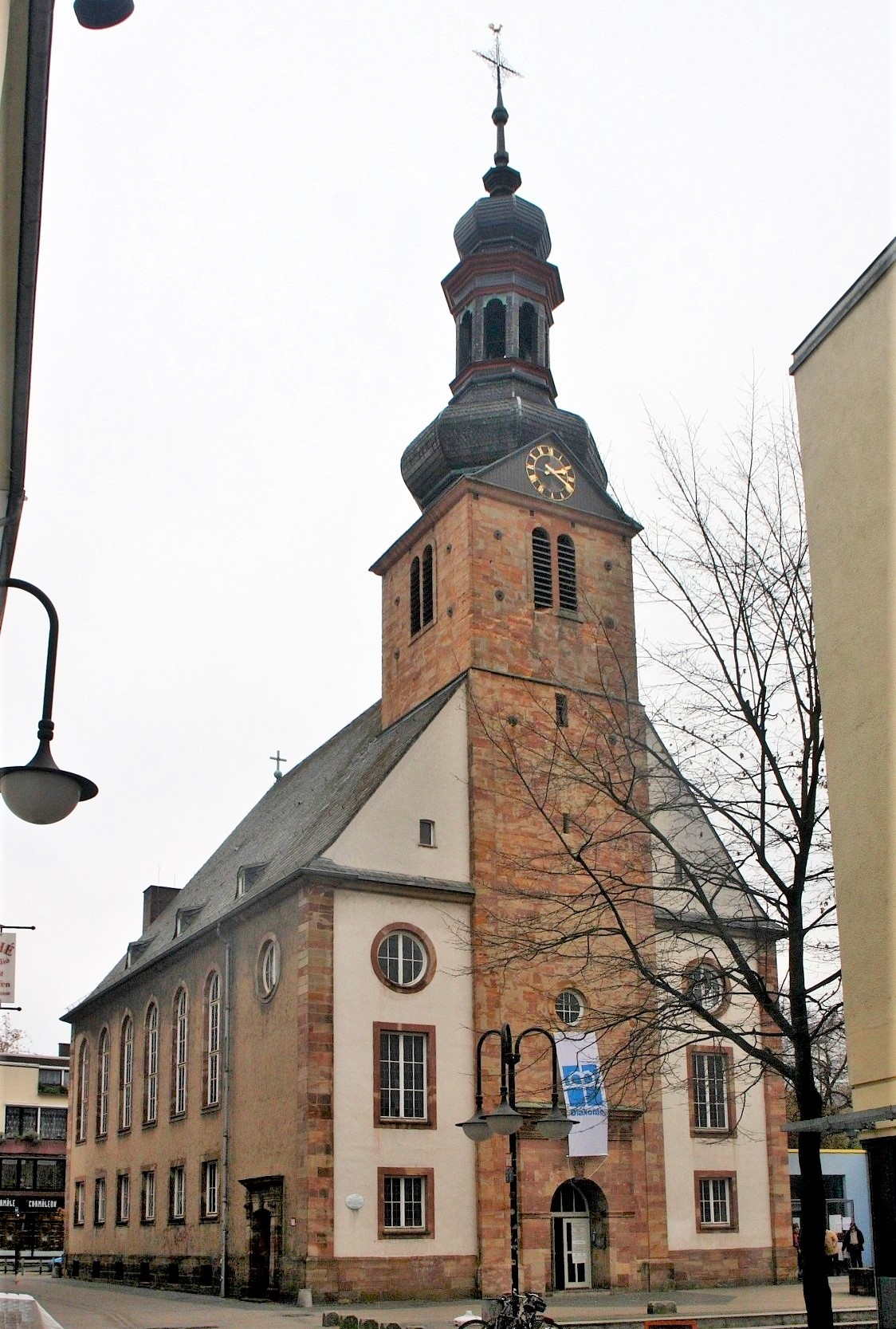
Alte evangelische Kirche Saarbrücken

Die alte evangelische Kirche in Saarbrücken ist ein Kirchengebäude im Zentrum der Stadt. Die Kirche steht unter Denkmalschutz.

## Geschichte
Auf Druck des französischen Königs Ludwig XIV. musste man die in der Reformation protestantisch gewordene Johanneskapelle den Katholiken überlassen. Die evangelischen Gläubigen der damals selbstständigen Stadt St. Johann mussten nun zum Gottesdienst in die evangelische Saarbrücker Schlosskirche. Damit auch die evangelische Stadtgemeinde eine eigene Kirche hatte, förderte Graf Karl Ludwig von Nassau-Saarbrücken den Neubau eines Gotteshauses. Der Grundstein zur evangelischen Kirche in St. Johann wurde nach dem plötzlichen Tod des Grafen allerdings erst unter der Herrschaft von Graf Friedrich Ludwig von Nassau-Ottweiler gelegt. Die Kirche St. Johannes wurde in den Jahren 1725 bis 1727 nach Entwürfen des Architekten Jost Bager erbaut und erhielt von dem Saarbrücker Zimmerermeister Paulus Bucklisch d. Ä. einen barocken Turmhelm. 1753/54 wurde das Kirchengebäude um eine Sakristei erweitert, 1775 wurde sie umgebaut und erhielt ein neues Gestühl. 
Im 19. Jahrhundert genügte die Kirche für die gewachsene Gemeinde nicht mehr. Von 1894 bis 1898 wurde die repräsentative neugotische Johanneskirche gebaut. Seitdem spielte die alte Kirche nur noch eine untergeordnete Rolle.
Nach Beschädigungen im Zweiten Weltkrieg stürzte das Bauwerk im Winter 1945/46 ein. Der Architekt Rudolf Krüger leitete in den Jahren 1950 bis 1953 den Wiederaufbau der Kirche, veränderte das Gebäudeäußere aber leicht und schuf im Inneren neue Räume. Krüger zog in den Saalbau zwei Massivdecken ein und richtete Mehrzweckräume ein. Er war es auch, der 1960 ein Gemeindezentrum an die Kirche anbaute. 1995 beschädigte ein Blitzeinschlag den Bau. Seit 1995 wird die Kirche nur noch für besondere Gottesdienste genutzt.
Im Jahr 2010 wurde die Kirche an die Hochschule für Musik Saar verkauft, die das Gebäude für den Lehrbetrieb und als Vorführungsstätte nutzt.

## Architektur
Der geostete Saalbau mit Satteldach besitzt auf der Westseite ein Portal, das in einem nahezu vollständig eingezogenen Turm aus Sandstein liegt. Der rundbogige Eingang mit betontem Schlussstein liegt in einem einfachen Portal ohne großen Schmuck. Es wird von einem kleinen Kupferdach geschützt. Links und rechts des Turmes ist die Fassade verputzt und hebt den unverputzten Turm so optisch hervor. Streng symmetrisch liegen auf jeder Seite ein quadratisches Fenster im Erdgeschoss, ein großes hochrechteckiges Fenster im ersten Obergeschoss und darüber ein Okulus. Der Giebel ist durch ein Gesims mit Dach optisch von der restlichen Fassade getrennt. Vor der barocken Haube sitzt ein kleiner dreieckiger Giebel mit Uhr.
Das Langhaus besitzt sechs Fensterachsen, die zweigeteilt sind. Im unteren Bereich sitzt ein nahezu quadratisches Fenster mit Sandsteinlaibung. Darüber sind hochgezogenen Fenster mit Rundbogen angebracht. Auf der Nordseite liegt im Westen ein Portal, das von Pilastern flankiert wird, die ein Gebälk mit gerader Verdachung tragen. Hoch darüber sitzt ein Okulus. Der Rechtecksaal wird im Osten von einem Chor mit dreiseitigem Schluss abgeschlossen. 
Bis zur Zerstörung der Kirche war die Kanzel der geraden Abschlusswand des Chores vorgesetzt. Emporen zogen sich hufeisenförmig um den Raum. Ursprünglich lagen die beiden Portale in der Mitte des Langhauses. 
Der Architekt und Glasmaler György Lehoczky gestaltete 1953 sechs Fenster der Kirche.